# Shibaraku

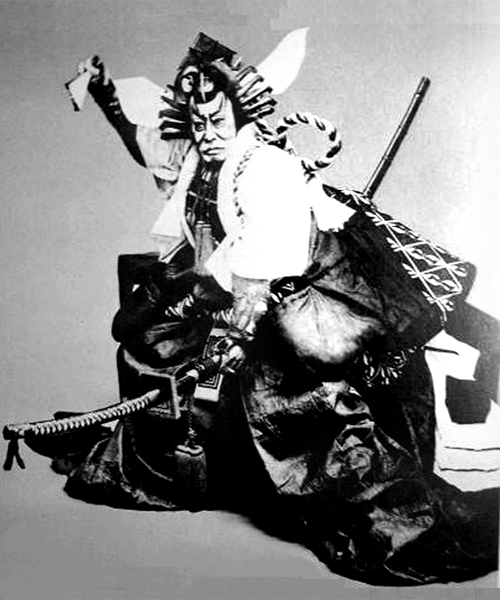
Danjuro Ichikawa IX com a "Kamakura Gongoro Kagemasa" a la producció de Shibaraku de novembre de 1895

Shibaraku (暫, しばらく) està entre les obres més populars del repertori del teatre kabuki, i és una de les celebrades Kabuki Jūhachiban (Divuit grans obres de teatre). L'exuberant i espectacular vestuari i el maquillatge (kumadori) que es fa servir en aquesta obra és famós, i a l'occident se l'associa àmpliament amb el kabuki en general. La traducció del títol, Shibaraku, seria l'equivalent a "Un moment!".

## Orígens

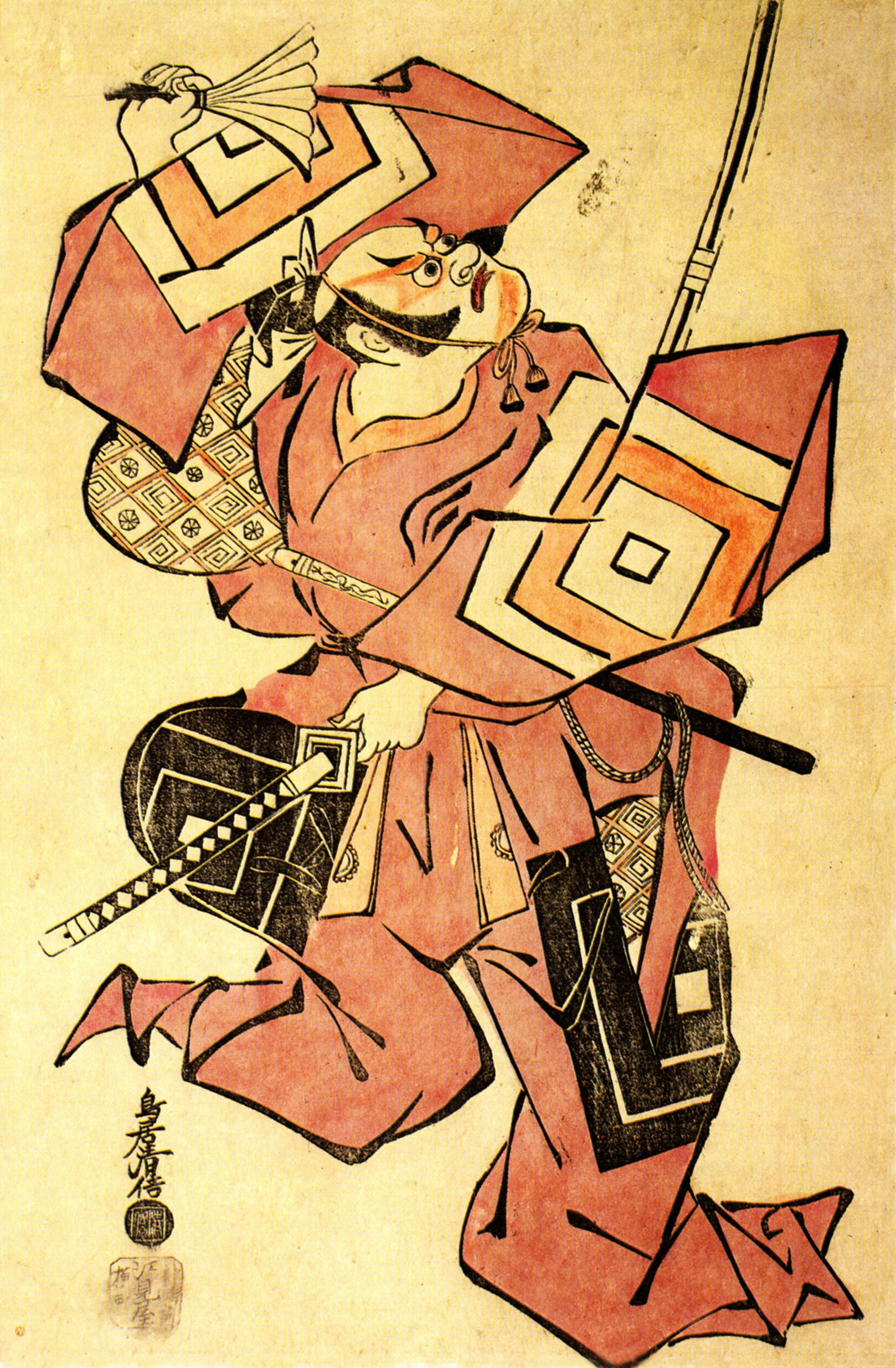
L'actor kabuki Ichikawa Danjuro II en el paper principal de Shibaraku, de Torii Kiyomasu

Originalment posada en escena per Ichikawa Danjūrō I el 1697 al Nakamura-za, es va fer molt popular i ràpidament començà a ser inclosa a les celebracions kaomise anuals de tots els teatres d'Edo. Durant un temps, el paper principal anava canviant amb freqüència, depenent dels capricis del teatre i de la companyia. Danjūrō VII va estandarditzar una mica l'obra a principis del segle xix, i Danjūrō IX la va tornar a elaborar de nou a finals del mateix segle. Aquesta és la versió que s'ha vingut representant des de llavors.

## Descripció
D'una durada d'uns 50 minuts, Shibaraku no és pròpiament una obra de teatre, sinó un drama curt inserit durant els entreactes o entre obres senceres per a donar varietat i mantenir un mínim nivell d'atenció i interès per part del públic. L'argument gira al voltant de Kamakura Gongorō Kagemasa, que ha esdevingut l'estereotip d'heroi grandiloqüent de l'escena kabuki, maquillat amb franges vermelles i blanques i amb moviments forts i enèrgics. L'històric Kamakura Kagemasa és famós per la seva valentia en haver seguit lluitant després de perdre un ull a la Guerra Gosannen (1083-1087).
El punt culminant d'aquesta curta obra té lloc quan un simpàtic samurai és assaltat per un grup de malfactors. Kagemasa crida "Shibaraku!" (Un moment!) ben fort des del darrere d'una cortina (agemaku) i llavors surt caminant pel hanamichi (una plataforma elevada que passa pel mig del públic fins a l'escenari) amb magnífics vestuari i maquillatge. En arribar a l'escenari s'asseu en un tamboret (aibiki) i, amb una classe especial de monòleg que s'anomena tsurane, explica la seva història. Llavors fa fugir els malfactors i, mentre baixa el teló, saluda al públic des del hanamichi, no com a l'heroi, sinó com l'actor. L'obra es basa en un incident real relacionat amb Danjūrō I. En aquella ocasió, quan els seus companys actors es van negar a donar-li el peu perquè ell entrés, Danjūrō va cridar espectacularment "Shibaraku!", i es va enfilar al hanamichi, fent la seva entrada.

## Versions

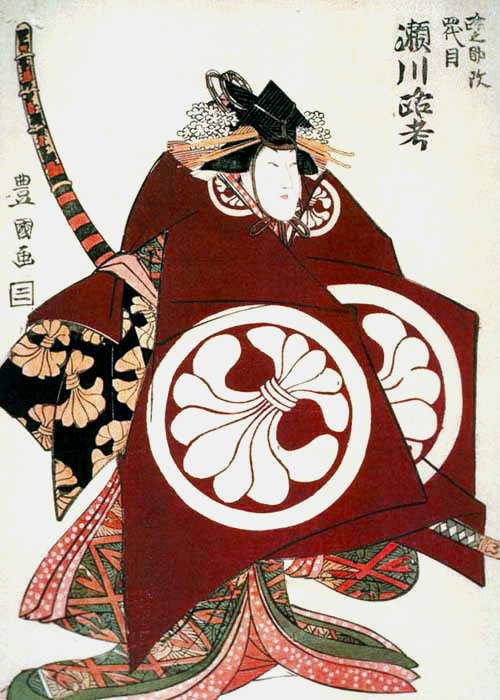
Roko Segawa IV com a Tomoe-gozen a la producció dOnna Shibaraku de novembre del 1800, d'Utagawa Toyokuni

Cap al 1746, va aparèixer una paròdia anomenada Onna Shibaraku, que segueix el mateix argument, però amb una protagonista femenina en comptes de l'heroi. Aquesta obra també es va estandarditzar, i ara segueix la forma establerta per Nakamura Shikan V el 1901. El concepte de la paròdia és central en l'origen i la naturalesa del kabuki. Aquest arranjament també permet que els onnagata, actors que es dediquen a representar papers femenins, prenguin part en aquesta, la més popular de les arquetípiques històries teatrals.